# Drymarchon
A Drymarchon a hüllők (Reptilia) osztályának pikkelyes hüllők (Squamata) rendjébe, ezen belül a siklófélék (Colubridae) családjába tartozó nem.

## Rendszerezésük
A nemet Leopold Fitzinger osztrák zoológus írta le 1843-ban, az alábbi 6 faj tartozik ide: 
- Drymarchon caudomaculatus Wüster, Yrausquin & Mijares-Urrutia, 2001
- indigósikló (Drymarchon corais) (F. Boie, 1827)
- Drymarchon couperi (Holbrook, 1842)
- Drymarchon kolpobasileus Krysko, Granatosky, Nuñez & D. J. Smith, 2016
- Drymarchon margaritae Roze, 1959
- Drymarchon melanurus (A. M. C. Duméril, Bibron & A. H. A. Duméril, 1854)